# Trevisago
Trevisago è una frazione geografica del comune italiano di Cocquio-Trevisago, oggi pienamente integrata nel centro abitato.

## Storia
Fu un antico comune del Milanese, sede della parrocchia di Sant'Andrea.
Registrato agli atti del 1751 come un borgo di 179 abitanti, nel 1786 Trevisago entrò per un quinquennio a far parte dell'effimera Provincia di Varese, per poi cambiare continuamente i riferimenti amministrativi nel 1791, nel 1798 e nel 1799. Alla proclamazione del Regno d'Italia nel 1805 risultava avere 255 abitanti. Nel 1809 un regio decreto di Napoleone annesse il borgo a Gavirate, ma il Comune di Trevisago fu poi ripristinato con il ritorno degli austriaci. L'abitato crebbe quindi discretamente, tanto che nel 1853 risultò essere popolato da 360 anime, salite a 417 nel 1871. Dopo una leggera crescita demografica nella seconda metà del XIX secolo, la situazione si stabilizzò fino ai 750 residenti del 1921. Fu quindi il fascismo a decidere nel 1927 la definitiva soppressione dell'autonomia comunale, annettendo il borgo a Cocquio.

## Infrastrutture e trasporti
La frazione di Trevisago , insieme a Cocquio, è servito dalla linea ferroviaria FN Saronno-Varese-Laveno Mombello tramite la stazione di Cocquio-Trevisago.